# Tramvajová smyčka Gocław

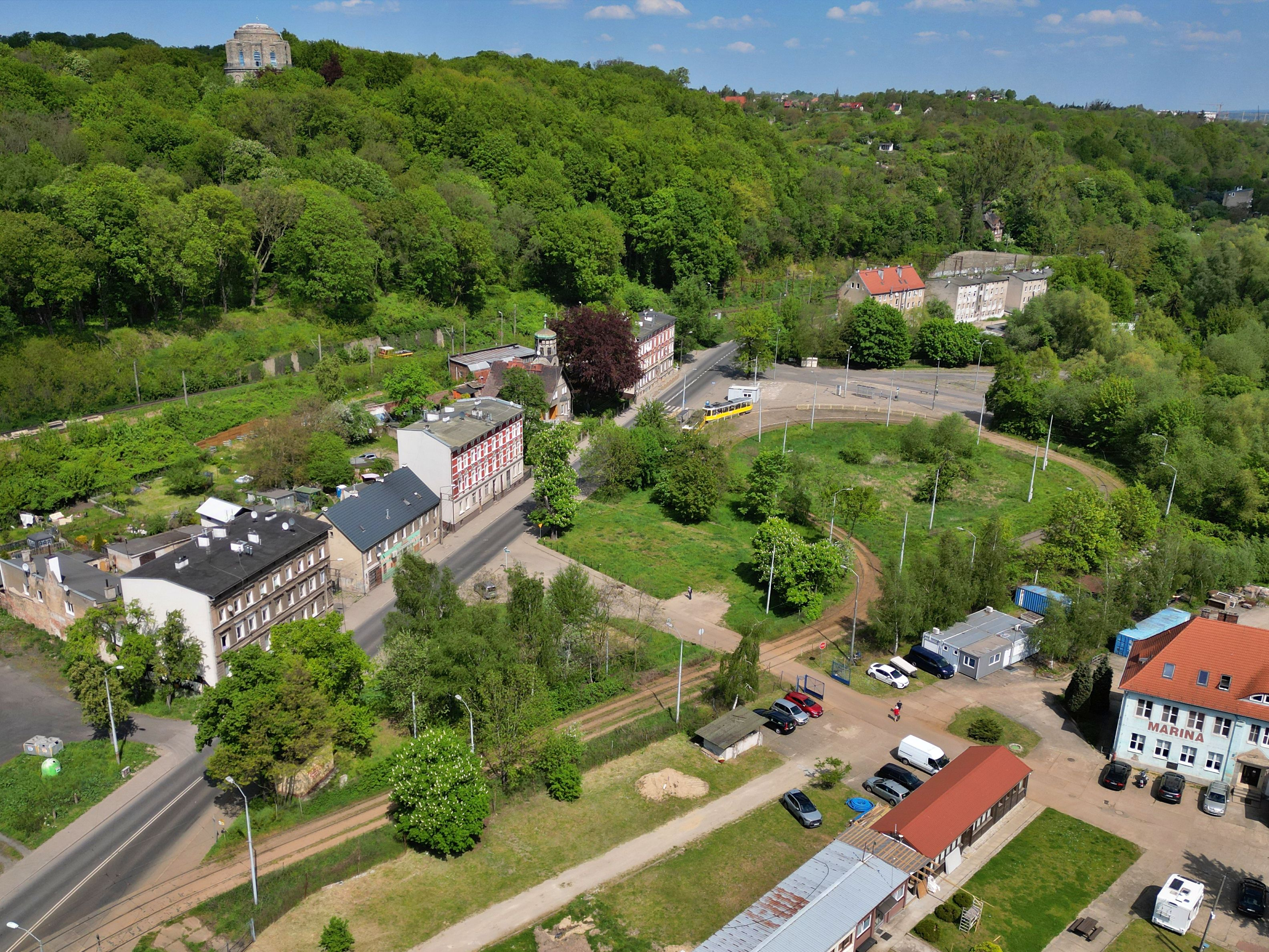
Tramvajová smyčka Gocław v roce 2023

Gocław je hlavová smyčka ukončující štětínskou tramvajovou trať Firlika–Gocław. Smyčka se nachází na prostranství po pravé straně ulice Lipové na sídlišti Golęcino-Gocław, podle něho smyčka získala své jméno. Do provozu byla uvedena 12. březne 1975, kdy nahradila konečnou zastávku Gocław.

## Historie
Výstavba smyčky byla zahájena v roce 1973. Na zpevnění rašelinové podloží pro smyčku bylo použito 30 000 m3 zeminy. Pokládka kolejí a instalace trolejového vedení byla dokončena v roce 1975.

## Popis
Ve smyčce jsou dvě provozní koleje a jedna technická, která dříve sloužila k odstavování a opravám poškozených tramvají. K dispozici je jedno stanoviště, které slouží nastupujícím i vystupujícím. Na smyčce je možné přestoupit na autobusové linky spojující smyčku s centrem města, okolními sídlišti a s městem Police.